# Chick Churchill

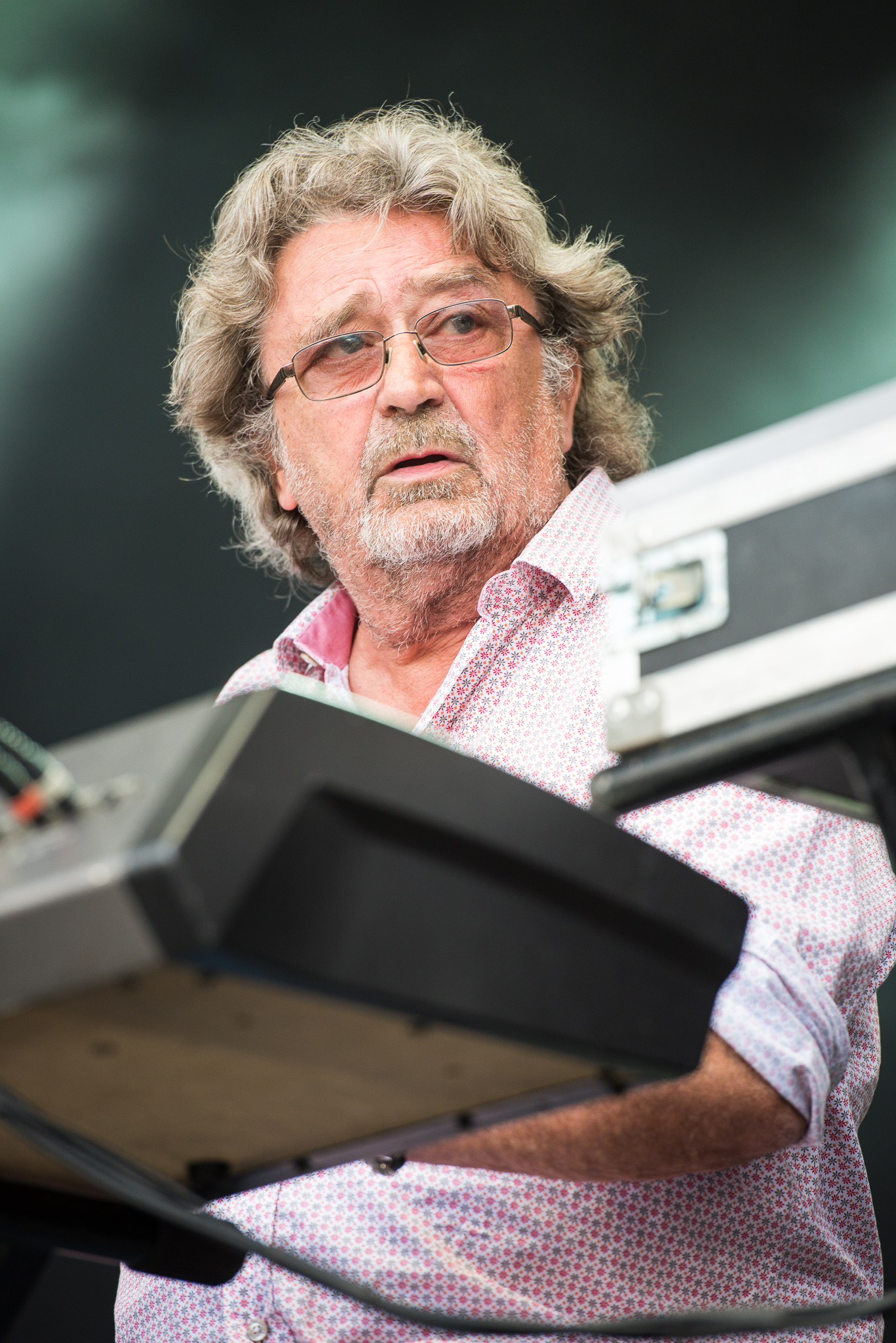
Chick Churchill - 2015

Michael George (Chick) Churchill (Ilkeston, Derbyshire, 2 januari 1946) is een Engels musicus. Hij was in de late jaren 1960 en in 1970 toetsenman bij de Britse band Ten Years After.

## Loopbaan
Churchill speelde reeds op zesjarige leeftijd piano en studeerde klassieke muziek tot zijn vijftiende. Hij raakte in de ban van de blues- en rockmuziek en werd in Nottingham lid van zijn eerste band, Sons of Adam. Toen leerde hij Alvin Lee van The Jaybirds kennen en hij werd lid van de groep, eerst als road manager en later als toetsenman. In 1966 veranderde de groep van naam en werd Ten Years After. Met TYA speelde Churchill o.a. op Woodstock (1969) en op het Isle of Wight Festival (1970).
In 1973 nam hij You and Me op, zijn eerste solo-album met medewerking van Rick Davies en Roger Hodgson van de band Supertramp. Toen Ten Years After ermee stopte in 1976 werd hij manager bij Chrysalis Music, maar een jaar later richtte hij met Tim Whitsett Whitsett Churchill Music Publishing op, die vooral artiesten uit het zuiden van de Verenigde Staten promoot. In 1977 vertrok hij om samen met Tim Whitsett Whitsett Whitsett Churchill Music Publishing op te richten, waar hij Amerikaanse artiesten, vooral uit het zuiden, uitgaf en promootte.
- International Standard Name Identifier: 0000 0003 7194 4538
- MusicBrainz: 5d43c7b7-9e20-45c6-bf5c-b569fd507079
- Nationale Bibliotheek van Tsjechië: xx0086366
- Virtual International Authority File: 85873348